# Le Premier Gars
Pour plus de détails, voir Fiche technique et Distribution.
Le Premier Gars (Первый парень, Pervyy paren) est un film soviétique réalisé par Sergueï Paradjanov, sorti en 1958.

## Fiche technique
- Titre original : Первый парень
- Titre français : Le Premier Gars[1]
- Réalisation : Sergueï Paradjanov
- Scénario : Viktor Bezoroudko, Piotr Loubenski
- Photographie : Sergueï Revenko
- Musique : Evgueni Zoubtsov
- Pays d'origine : URSS
- Format : Couleurs - 35 mm - Mono
- Genre : comédie
- Durée : 81 minutes
- Date de sortie : 1958

## Distribution
- Grigori Karpov : Efim Youchka
- Lioudmila Sosioura : Odarka Koutcheriavaïa
- Youri Satarov : Danila Kojemiaka
- Valeria Kovalenko : Katria
- Andreï Andrienko-Zemskov : Jourba